# 機場中心駅
機場中心駅（きじょうちゅうしん-えき）は中華人民共和国昆明市官渡区に位置する昆明軌道交通6号線の駅。昆明長水国際空港のターミナルに直結している。

## 注意点
- 昆明長水国際空港のターミナルの最寄り駅となるが、同じく■6号線で当駅の1つ手前の機場前駅と誤認しやすい。また当路線は本数も地下鉄にしては15分間隔で少なめとなるので、注意を要する。

## 駅周辺
- 昆明長水国際空港